# Chiesa di Santa Maria Assunta (Velturno)
La chiesa di Santa Maria Assunta è la parrocchiale di Velturno, in provincia di Bolzano e diocesi di Bolzano-Bressanone; fa parte del decanato di Chiusa-Castelrotto.

## Storia

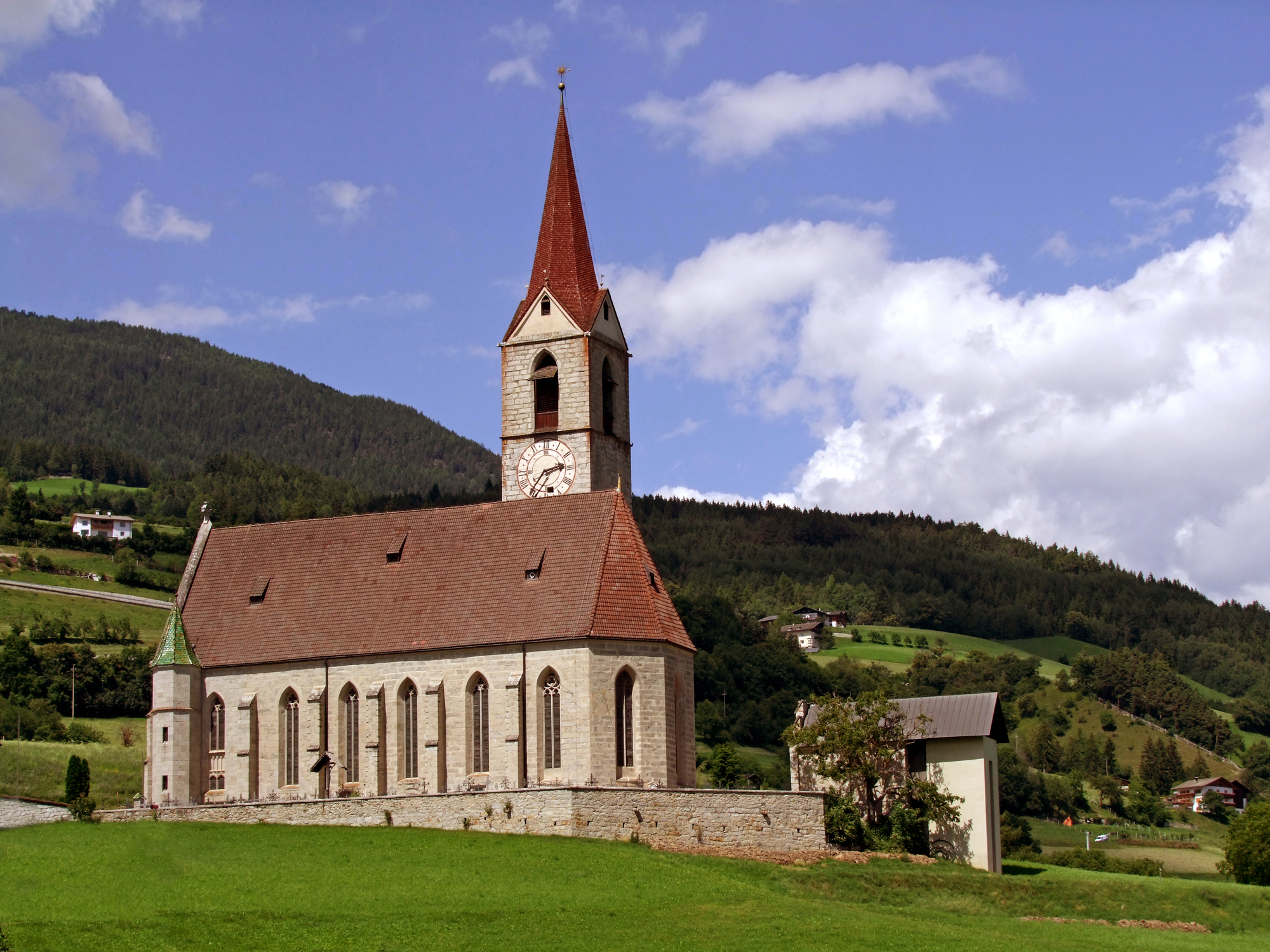
Il fianco e il retro della chiesa

La primitiva cappella romanica di Velturno era già esistente nel XII secolo, essendo stata edificata nel 1112, mentre da un documento datato 1170 si apprende che era già allora sede parrocchiale.
L'edificio fu oggetto di un ampliamento nel Trecento, in occasione del quale venne decorato e abbellito da dipinti.
Un nuovo intervento di ingrandimento e di ricostruzione fu condotto dall'austriaco Matthias Punter tra il 1499 e il 1515; la consacrazione venne impartita in quello stesso anno.
Nel 1894 fu posta la prima pietra della nuova parrocchiale; la struttura, disegnata dal viennese Anton Weber e realizzata dal capomastro vandoiese Unterpertiger, venne ultimata nel 1898 e quindi consacrata dal vescovo di Trento Eugenio Carlo Valussi.

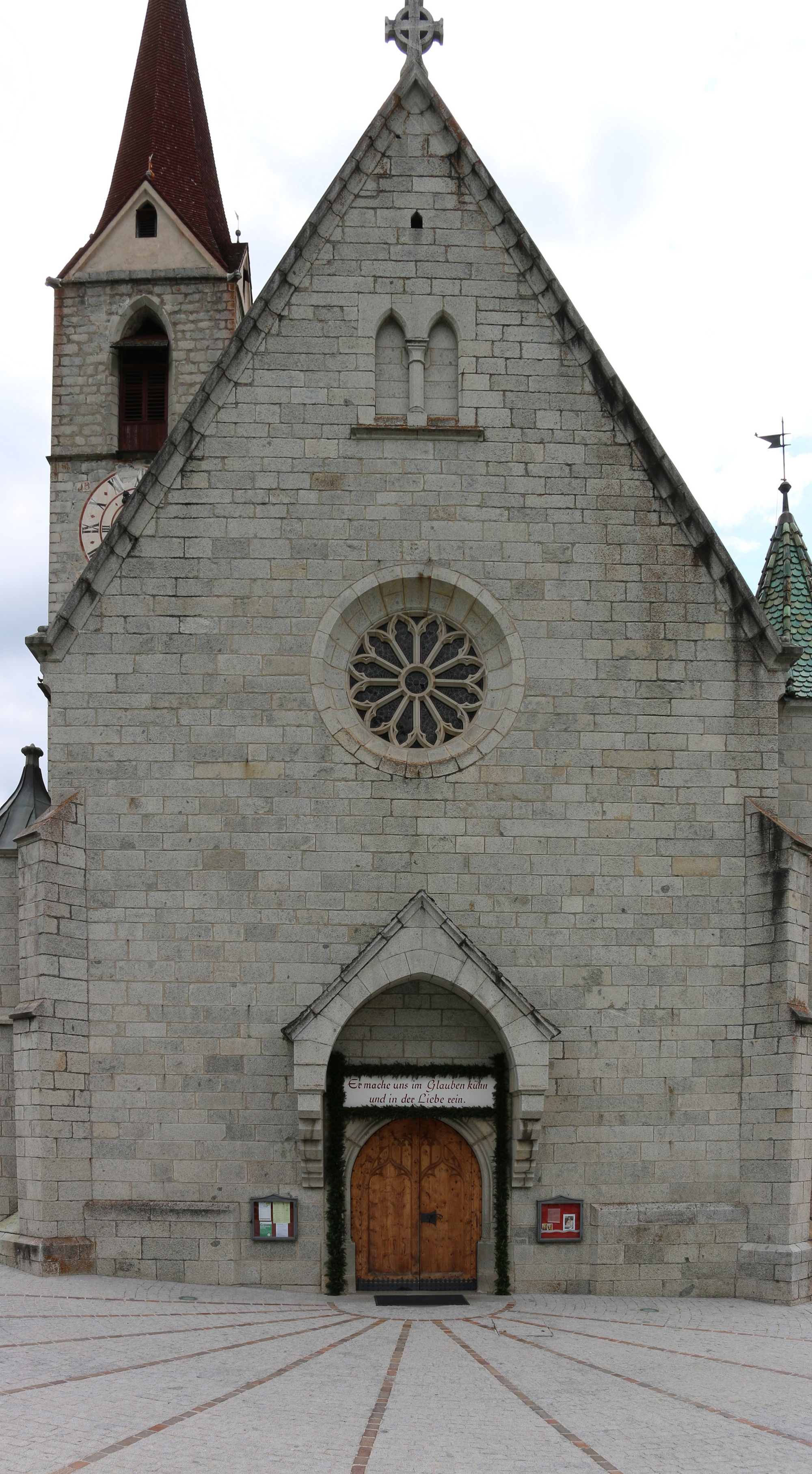
La facciata

Nel 1962 il campanile venne interessato da un intervento di risistemazione, mentre nel 1965 anche la chiesa fu restaurata e un'ulteriore ristrutturazione venne condotta nel 1972; nel 1973 e poi nel 2013 l'impianto di riscaldamento fu al centro di alcuni lavori.

## Descrizione

### Esterno
La facciata a capanna della chiesa, che guarda a nord-ovest, è in pietra ed è caratterizzata ai lati da due contrafforti; presenta centralmente il portale d'ingresso a tutto sesto, protetto da un protiro sorretto da mensole, e, sopra di esso, il rosone strombato, sovrastato da una bifora murata.
Annesso alla parrocchiale è il campanile cinquecentesco ospitante sette campane, anch'esso in pietra, caratterizzato su tre lati dai quadranti dell'orologio; la cella presenta quattro monofore ed è coronata altrettanti piccoli timpani, sopra i quali s'imposta la guglia. Il campanile contiene 6 campane in Re3 (Re3, Mi3, Fa#3 crescente, La3, Si3, Re4) elettrificate a slancio tirolese tutte fuse da Francesco d'Adda e figli nel 1925 ad eccezione della campana maggiore, una notevole campana realizzata da Peter e Gregor Löffler nel 1521. La campana piccola ha la funzione di campana dell'agonia.

### Interno
L'interno dell'edificio si compone di un'unica navata scandita dai pilastri sorreggenti i costoloni della volta a reticolo; al termine dell'aula si sviluppa il presbiterio, a sua volta chiuso dall'abside di forma poligonale.
Qui sono conservate diverse opere di pregio, tra cui l'altare maggiore, abbellito dal gruppo ligneo della Madonna col Bambino intagliato nella bottega del maestro Leonhard di Bressanone, gli altari laterali caratterizzati dai simulacri scolpiti nel 1902 da Josef Bachlechner, l'organo, costruito nel 1898 dalla ditta salisburghese Mauracher e donato da Giovanni II del Liechtenstein, e il quadro raffigurante l'Assunzione della Vergine Maria, realizzato forse da Stephan Kessler.